# Blandine Dancette
Blandine Dancette (* 14. Februar 1988 in Firminy, Frankreich) ist eine ehemalige französische Handballspielerin. Sie lief für die französische Handballnationalmannschaft auf.

## Karriere
Blandine Dancette spielte ab dem Jahr 1999 beim französischen Verein HB Saint-Étienne Andrézieux. Ab der Saison 2006/07 lief die Außenspielerin für den französischen Erstligisten Handball Cercle Nîmes auf. Mit Nîmes gewann sie 2009 den EHF Challenge Cup. Im Sommer 2016 wechselte sie zum Ligakonkurrenten Chambray Touraine Handball. Ab der Saison 2017/18 stand sie beim französischen Erstligisten Nantes Loire Atlantique Handball unter Vertrag. Mit Nantes gewann sie die EHF European League 2020/21. Nach der Saison 2020/21 beendete sie ihre Karriere.
Blandine Dancette lief anfangs für die französische Jugend- sowie für die Juniorinnen-Nationalmannschaft auf, mit denen sie den 3. Platz bei der U-17-Europameisterschaft 2005,  den 4. Platz bei der U-18-Weltmeisterschaft 2006, den 5. Platz bei der U-19-Europameisterschaft 2007 sowie den 7. Platz bei der U-20-Weltmeisterschaft 2008 belegte. Am 28. Juni 2009 gab sie ihr Debüt für die französische Nationalmannschaft. Mit der französischen Équipe nahm sie 2012 und 2016 an den Olympischen Spielen teil. 2016 gewann sie die olympische Silbermedaille. Ein Jahr später gewann sie die Weltmeisterschaft in Deutschland. Weitere Erfolge mit der französischen Auswahl waren die Silbermedaillen bei der Weltmeisterschaft 2009 und Weltmeisterschaft 2011. Mit der französischen Auswahl gewann sie die Goldmedaille bei den Olympischen Spielen in Tokio. Dancette wurde im Turnierverlauf in einer Partie eingesetzt.